# Mancomunidad de la Comarca de Pamplona
La Mancomunidad de la Comarca de Pamplona (Iruñerriko Mankomunitatea en euskera) es una entidad local compuesta por 50 municipios de Navarra (España), el mayor de los cuales es Pamplona, que es también el centro geográfico de la mancomunidad. La mayor parte de sus integrantes son considerados parte del Área metropolitana de Pamplona.
Tiene competencia en los siguientes servicios:
1. Ciclo integral del agua: abastecimiento, saneamiento  y depuración de aguas residuales.
2. Recogida y tratamiento de los residuos urbanos.
3. Transporte urbano comarcal.
4. Servicio de taxi.
5. Parque Fluvial de la Comarca de Pamplona.
6. Programa de educación ambiental.

A uno de enero de 2018, la Mancomunidad daba servicio a 369.272 habitantes.

Municipios que forman el área metropolitana de Pamplona.

## Municipios integrados en la Mancomunidad
Adiós,
Ansoáin,
Anué,
Añorbe,
Aranguren,
Atez,
Barañáin,
Basaburua,
Belascoáin,
Beriáin,
Berrioplano,
Berriozar,
Biurrun-Olcoz,
Burlada,
Cendea de Olza,
Ciriza,
Cendea de Cizur,
Echarri,
Valle de Egüés,
Enériz,
Esteríbar,
Echauri,
Ezcabarte,
Galar,
Goñi,
Guirguillano,
Huarte,
Salinas de Ibargoiti,
Imoz,
Iza,
Juslapeña,
Lanz,
Legarda,
Monreal,
Muruzábal,
Noáin (Valle de Elorz),
Odieta,
Oláibar,
Ollo,
Orcoyen,
Pamplona,
Tiebas-Muruarte de Reta,
Tirapu,
Úcar,
Ulzama,
Uterga,
Vidaurreta,
Villava,
Zabalza,
Zizur Mayor

## Historia
La Mancomunidad de la Comarca de Pamplona nace en 1982, con el nombre de Mancomunidad de Aguas de la Comarca de Pamplona, como resultado de la decisión política de la Diputación Foral de Navarra, el Ayuntamiento de Pamplona y varias corporaciones locales de la Comarca de Pamplona, con el objetivo de dar solución al problema del agua en todo el ámbito de la comarca.
Hasta entonces, había habido un serio problema, resultado del crecimiento demográfico asociado al industrial de las décadas de los 1960 y 1970, en el abastecimiento y especialmente la depuración de las aguas residuales, cuyo destino era el río Arga y sus afluentes.
En 1986 modifica sus estatutos y toma el nombre actual, con la intención de asumir nuevos servicios.
En 1987 comienza a gestionar la recogida y tratamiento integral de los residuos urbanos.
En 1999 asume la gestión del servicio de transporte colectivo urbano de Pamplona y otros 16 municipios contiguos.
En 2006 asume la gestión del servicio de taxi en un área integrada por 19 municipios.
También en este año se inaugura la estación de tratamiento de agua potable de Tiebas, que se abastece del pantano de Itoiz a través del Canal de Navarra con la intención de garantizar el abastecimiento de agua a la Comarca de Pamplona para las próximas décadas.

## Gobierno y administración
Los órganos de gobierno y administración de la Mancomunidad son la asamblea general, el presidente de la Mancomunidad y la comisión permanente.

### Asamblea General
La Asamblea general está compuesta por 54 miembros designados por los ayuntamientos integrantes de la mancomunidad de entre los alcaldes y concejales electos. En el caso de Pamplona los 27 concejales del pleno municipal son miembros directos de la asamblea general de la mancomunidad.
El reparto de representantes en la asamblea general entre los distintos municipios socios de la mancomunidad está fijado en los estatutos de la Mancomunidad y es el siguiente:
| Municipio o agrupación de municipios                                     | Número de vocales | Población a 1 de enero de 2018   |
| ------------------------------------------------------------------------ | ----------------- | -------------------------------- |
| Pamplona                                                                 | 27 vocales        | 199.066 habitantes               |
| Valle de Egüés                                                           | 1 vocal           | 20.774 habitantes                |
| Barañáin                                                                 | 3 vocales         | 20.039 habitantes                |
| Burlada                                                                  | 3 vocales         | 18.934 habitantes                |
| Zizur Mayor                                                              | 1 vocal           | 14.891 habitantes                |
| Ansoáin                                                                  | 1 vocal           | 10.739 habitantes                |
| Aranguren                                                                | 1 vocal           | 10.512 habitantes                |
| Berriozar                                                                | 1 vocal           | 10.167 habitantes                |
| Villava                                                                  | 1 vocal           | 10.150 habitantes                |
| Atez, Basaburúa, Berrioplano, Imoz, Juslapeña y Odieta                   | 1 vocal           | 9.406 habitantes (conjuntamente) |
| Noáin (Valle de Elorz)                                                   | 1 vocal           | 8.224 habitantes                 |
| Huarte                                                                   | 1 vocal           | 7.014 habitantes                 |
| Cendea de Cizur y Cendea de Galar                                        | 1 vocal           | 6.063 habitantes (conjuntamente) |
| Anue, Ezcabarte, Oláibar, Lanz y Ulzama                                  | 1 vocal           | 4.454 habitantes (conjuntamente) |
| Beriáin                                                                  | 1 vocal           | 3.941 habitantes                 |
| Iza y Olza                                                               | 1 vocal           | 3.041 habitantes (conjuntamente) |
| Esteríbar                                                                | 1 vocal           | 2600 habitantes                  |
| Adiós, Añorbe, Enériz, Legarda, Muruzábal, Tirapu, Úcar y Uterga         | 1 vocal           | 1.757 (conjuntamente)            |
| Belascoáin, Vidaurreta, Ciriza, Echarri, Echauri, Guirguillano y Zabalza | 1 vocal           | 1.520 habitantes (conjuntamente) |
| Biurrun-Olcoz y Tiebas-Muruarte de Reta                                  | 1 vocal           | 802 habitantes (conjuntamente)   |
| Ibargoiti y Monreal                                                      | 1 vocal           | 719 habitantes (conjuntamente)   |
| Goñi y Ollo                                                              | 1 vocal           | 578 habitantes (conjuntamente)   |

#### Polémica sobre la asignación de vocales
El crecimiento poblacional experimentado en los últimos años por algunos municipios miembros de la Mancomunidad de la Comarca de Pamplona ha hecho que la asignación del número de vocales de la asamblea general entre los distintos municipios miembros haya quedado distorsionada con el verdadero peso poblacional de los mismos.
De este modo, cuando se estableció la asignación de vocales se estableció que todos los municipios con población mayor a 1000 habitantes elegirían un vocal en la asamblea, salvo los municipios de Burlada y Barañáin que ser los más poblados después de Pamplona, elegirían 3 vocales cada uno. Así mismo, se fijó que en el caso de los municipios con población inferior a 1000 habitantes se agruparían con criterios geográficos para elegir conjuntamente a un vocal.
Pese a ello el crecimiento demográfico ha hecho que en la actualidad el municipio de Egüés supere en población tanto a Barañáin como a Burlada, pero que pese a eso sigue teniendo asignado asignado un único vocal en la asamblea general de la Mancomunidad frente a los 3 que tienen tanto Burlada como Barañáin.
Del mismo modo, los municipios de Cizur y Berrioplano no tienen asignado un vocal propio en la asamblea general y lo siguen compartiendo con otros municipios pequeños, pese a que tras el incremento poblacional experimentado por Cizur y Berrioplano en los últimos años ambos superan en población a otro municipios como Esteríbar o Beriáin que sí que tienen asignado un vocal propio en la asamblea.

### Presidente de la Mancomunidad
El presidente es elegido por la Asamblea General cada cuatro años, después de celebradas las elecciones municipales, de entre los alcaldes y concejales de los municipios mancomunados que ostenten la condición de vocales de la Asamblea. Tiene atribuida la representación de la mancomunidad y la dirección del gobierno de la misma.
| Periodo       | Presidente            | Municipio   | Cargo municipal | Partido político |
| ------------- | --------------------- | ----------- | --------------- | ---------------- |
| 1982-1983     | Julián Balduz Calvo   | Pamplona    | alcalde         | PSN-PSOE         |
| 1983-1987     | Julián Balduz Calvo   | Pamplona    | alcalde         | PSN-PSOE         |
| 1987-1991     | Carlos Bea Gil        | Pamplona    | concejal        | PSN-PSOE         |
| 1991-1995     | Carlos Bea Gil        | Pamplona    | concejal        | PSN-PSOE         |
| 1995-1999     | Miguel Izu Belloso    | Pamplona    | concejal        | IU               |
| 1999-2003     | Javier Iturbe Ecay    | Pamplona    | concejal        | PSN-PSOE         |
| 2003-2007     | Luis Ibero Elía       | Zizur Mayor | alcalde         | AIZM             |
| 2007-2011     | Javier Torrens Alzu   | Pamplona    | concejal        | PSN-PSOE         |
| 2011-2015     | José Muñoz Arias      | Burlada     | concejal        | PSN-PSOE         |
| 2015-2019     | Aritz Ayesa Blanco    | Ansoáin     | concejal        | Bildu            |
| 2019-presente | David Campión Ventura | Ollo        | alcalde         | Independiente    |

### Comisión permanente
La comisión permanente de gobierno está formada por el presidente de la Mancomunidad, el vicepresidente y 11 vocales, nombrados por el presidente de entre los vocales de la Asamblea, de forma proporcional a la representatividad política existente en la misma. Sus funciones abarcan al despacho ordinario de asuntos de gobierno y administración de la mancomunidad.

### Sociedad de Gestión
Para la realización de sus servicios de abastecimiento y saneamiento de agua y gestión de residuos, la Mancomunidad adoptó el modelo de gestión directa a través de sociedad mercantil, cuyo capital pertenece íntegramente a la Mancomunidad y cuya denominación es Servicios de la Comarca de Pamplona, S.A..
La gestión del transporte urbano se realiza indirectamente mediante concesión.
La sociedad está dirigida y administrada por una Junta General constituida por todos y cada uno de los miembros de la Asamblea General de la Mancomunidad; un Consejo de Administración, encargado de la administración y representación de la sociedad para casi todos los casos, constituido por entre 9 y 16 miembros -según criterio de la junta- nombrados por periodos de 5 años; y un Director-Gerente.

## Sede
Hasta el año 23 la Mancomunidad tiene su sede en la denominada Casa Abáigar, situado entre las calles General Chinchilla y Marqués de Rozalejo. La dirección es calle General Chinchilla n.º 7. Se ubica en el Primer Ensanche de Pamplona, siendo uno de los edificios emblemáticos de este barrio, que fue construido entre finales del siglo XIX y comienzo del XX. El edificio de la Mancomunidad es de estilo modernista y sigue una estética neomudéjar, con una decoración geométrica en ladrillo, siendo el único de estas características en toda la ciudad. Fue terminado en 1899 según un proyecto del arquitecto Ángel Goicoechea Lizarraga. Tras diversos usos en la década de 1970 sus propietarios intentaron derribarlo para construir una nueva edificación en su solar, pero estos planes finalmente no se materializaron. El edificio fue catalogado y finalmente fue adquirido en junio de 1985 por la entonces todavía denominada Mancomunidad de Aguas de Pamplona, que tras rehabilitarlo, lo convirtió en su sede principal. No obstante, algunas de los equipos técnicos y administrativos debieon ocupar otros edificios.
En 2016 la Mancomunidad aprobó trasladar su sede al antiguo Convento de las Salesas, cuyas obras de rehabilitación comenzarán en 2019. y quedaron completados en agosto de 2023, mes en que tuvo lugar la inauguración del nuevo edificios..